# Пяжелка (посёлок)
Пя́желка (вепс. Pazjar′) — посёлок в Бабаевском районе Вологодской области России. Административный центр Пяжозерского сельского поселения.
С точки зрения административно-территориального деления — центр Пяжозерского сельсовета.
Расположен при впадении реки Пяжелка в Ножему. Расстояние по автодороге до районного центра Бабаево — 110 км. Ближайшие населённые пункты — Нижняя Ножема, Шилово, Янишево.

## Население
По переписи 2002 года население — 829 человек (398 мужчин, 431 женщина). Преобладающая национальность — русские (93 %), остальные — преимущественно вепсы.
| 2010 |
| ---- |
| 693  |